# ماکسیم ویگان
ماکسیم ویگان (انگلیسی: Maxime Weygand؛ ۲۱ ژانویهٔ ۱۸۶۷ – ۲۸ ژانویهٔ ۱۹۶۵) یک فرد نظامی اهل فرانسه بود.
وی دومین کمیسر بلندپایه فرانسه در سوریه و لبنان از آوریل ۱۹۲۳ تا ۲۹ نوامبر ۱۹۲۴ بود. وی همچنین برنده جایزهٔ لژیون دونور (صلیب بزرگ) شده است.